# Куклинув
Куклинув (пол. Kuklinów) — остановочный пункт железной дороги (платформа) в селе Куклинув в гмине Кобылин, в Великопольском воеводстве Польши. Бывшая товарно-пассажирская станция. Имеет 2 платформы и 2 пути.
Остановочный пункт на железнодорожной линии Лодзь-Калиская — Форст, построен в 1888 году, когда эта территория была в составе Германской империи.